# Сфагновые мхи
Сфагновые мхи (лат. Sphagnopsida) — класс растений отдела Моховидные (Bryophyta), ранее этот таксон рассматривали в ранге подкласса (Sphagnidae), используя в качестве русских названий названия Сфагниды либо Сфагновые мхи.

## Описание
Беловато-зелёные, жёлтые, бурые или красноватые растения. Стебли без ризоидов, прямостоячие, с пучковидно расположенными ветвями, на верхушке собранными в головку. Листочки однослойные, веточные и стеблевые, из чередующихся хлорофиллоносных и водоносных клеток.
Спорогон состоит из шаровидной коробочки с крышечкой, со стопой, вросшей в безлистную удлинённую архегониальную веточку (ложноножку). Двудомные или однодомные; мужские и женские гаметангии всегда на разных побегах.

## Строение
Поскольку споры сфагнового мха высеваются массово, как правило, образуется много протонем, каждая из которых способна дать по нескольку побегов. В результате сфагновый мох растет густыми куртинками, покрывая почву сплошным ковром.
Молодые побеги густо покрыты листьями. У основания побега до начала ветвления развиваются ризоиды. Взрослые растения ризоидов уже полностью лишены. На уровне 4—5 листа побег образует пучок из 2—7 боковых веточек. На вершине главного побега эти пучки образуют плотную головку. По мере роста побега пучки постепенно раздвигаются. Боковые побеги формируют систему горизонтальных и поникающих ветвей с четкой специализацией. Горизонтальные побеги отвечают за фотосинтез и поддержание растения в вертикальном состоянии. Кроме того, именно переплетенные горизонтальные побеги образуют поглощающую влагу куртинку. Поникающие побеги поглощают воду из почвы и транспортируют ее по капиллярам вдоль главного побега вплоть до самой вершины. Поэтому ризоиды взрослым растениям не нужны. 
Все побеги густо покрыты яйцевидными листьями размером 2—3 см[уточнить]. Листья однослойные, высокоспециализированные. Основу листа образуют покрытые коллоидным веществом гиалином клетки, которые так и называют — гиалиновые. Во время роста гиалиновые клетки утрачивают хлоропласты вплоть до полного исчезновения, образуют сквозные поры, а затем отмирают и заполняются воздухом. Вода засасывается в полость клетки, а коллоидный гиалин прочно удерживает ее внутри. В засушливый период вода испаряется, а гиалин предотвращает схлопывание клеток. Именно заполняющий гиалиновые клетки воздух придает растению светло-зеленую окраску, за что сфагновые мхи и называют белыми мхами. 
Между гиалиновыми клетками сохраняются узкие длинные живые клетки, которые, напротив, увеличивают количество хлоропластов в себе, компенсируя потери их в гиалиновых клетках. Листья поникающих и горизонтальных побегов имеют разные размеры гиалиновых и хлорофиллоносных клеток. В листьях на поникающих побегах гиалиновые клетки очень крупные, в их стенках очень много крупных сквозных пор. А в листьях на горизонтальных побегах гиалиновые клетки мельче, зато широкие хлорофиллоносные клетки содержат большое количество хлоропластов. У сфагнума, растущего в затененных местах, хлорофиллоносные клетки располагаются между гиалиновыми на верхней стороне листа. Мох, растущий на открытых, светлых местах, наоборот, имеет хлорофиллоносные клетки, залегающие глубоко между гиалиновыми, либо расположенные с нижней стороны листа. Это предотвращает разрушение хлоропластов под действием прямых солнечных лучей.

## Значение
Сфагновые мхи — источник образования торфа. Также некоторые сфагновые мхи применяются в медицине. Их антисептические свойства обусловлены кислотностью галина.
Сфагновые мхи содержат карболовую кислоту, которая обладает бактерицидным свойством, поэтому в торфяных отложениях хорошо сохраняются останки животных и растений.

## Систематика
В классификации, предложенной Goffinet B. и W. R. Buck в 2006 году, класс включает 2 порядка:
- †Protosphagnales с единственным пермским видом Protosphagnum nervatum Nejburg
- Sphagnales — Сфагновые, включает 4 рода в 3 семействах:

- Ambuchananiaceae, включает два рода Ambuchanania и Eosphagnum
- Flatbergiaceae, монотипное; единственный представитель — монотипный род Flatbergium
- Sphagnaceae, монотипное; единственный представитель — род Сфагнум (Sphagnum)